# Arthrorhaphis olivaceae
Arthrorhaphis olivaceae är en lavart som beskrevs av Rolf Santesson och Tor Tønsberg. Arthrorhaphis olivaceae ingår i släktet Arthrorhaphis, och familjen Arthrorhaphidaceae. Arten är reproducerande i Sverige.